# Zemětřesení v Konstantinopoli (447)
K zemětřesení v Konstantinopoli došlo v roce 447. Zemětřesení způsobilo vážné poškození nedávno dokončených Theodosiánských hradeb, zničilo 57 věží a velké úseky hradeb. Ačkoliv historické záznamy neobsahují žádnou zmínku o obětech přímo spojených s tímto zemětřesením, uvádějí, že tisíce lidí údajně zemřely na následky hladu a „škodlivého zápachu“.
Existuje určitá nejistota ohledně data tohoto zemětřesení, protože není jisté, jestli k němu došlo 26. ledna, 6. listopadu, 8. listopadu nebo 8. prosince.